# Lonchodectes
Lonchodectes is een geslacht van uitgestorven pterosauriërs dat behoort tot de Pterodactyloidea en dat leefde tijdens het Krijt.
In 1914 beschreef de Engelse amateurpaleontoloog Reginald Walter Hooley het geslacht Ornithocheirus opnieuw. Hij concludeerde dat verschillende soorten die aan dat geslacht waren toegeschreven, er in feite niet toe behoorden en benoemde daarvoor een nieuw geslacht Lonchodectes, 'bijter met de lans', een verwijzing naar de speervormige snuit. Het betrof Ornithocheirus compressirostris, 'met samengedrukte snuit', gebaseerd op het in 1851 door Richard Owen beschreven holotype BMNH 39410 en verder O. giganteus ('de reusachtige', eerder Pterodactylus giganteus, Bowerbank, 1846) en O. daviesii (eerder Pterodactylus daviesii Owen 1874). Eerder, vanaf 1869, waren die soorten al door Harry Govier Seeley van Pterodactylus naar Ornithocheirus verhuisd. Hooley wees echter geen typesoort aan.

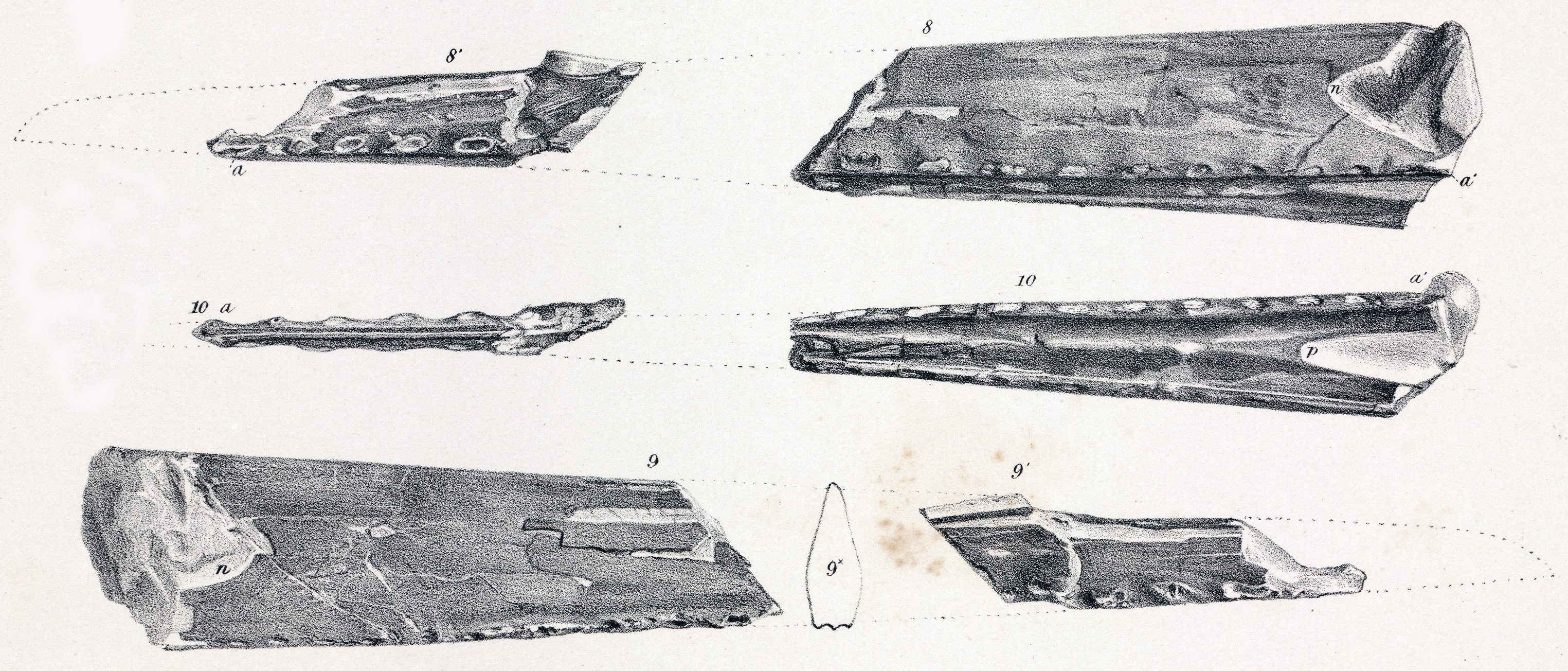
BMNH 39410

Hooley werd hierin echter door de meesten niet gevolgd — ook omdat men, wellicht ten onrechte, dacht dat O. compressirostris de typesoort was van Ornithocheirus en dus helemaal niet hernoemd kon worden — en de naam Lonchodectes raakte in vergetelheid. Dat veranderde toen paleontoloog David Unwin op het einde van de twintigste eeuw tot de conclusie kwam dat deze soorten niet alleen niet tot Ornithocheirus behoorden maar zelfs niet tot de Ornithocheiridae. Hij deed het geslacht Lonchodectes in 2000 herleven, wees L. compressirostris als typesoort aan, en bracht er verschillende andere soorten bij onder: L. sagittirostris ('pijlpuntsnuit', eerder Pterodactylus sagittirostris Owen 1874) en L. platystomus ('breedmond', eerder Ornithocheirus platystomus Seeley 1869). In 2003 kregen die door Unwins toedoen gezelschap van L. machaerorhynchus ('zwaardbek', eerder Pterodactylus machaerorhynchus Seeley 1869) en L. microdon ('kleintand', eerder Ptenodactylus microdon Seeley 1869, Ornithocheirus microdon Seeley 1870).

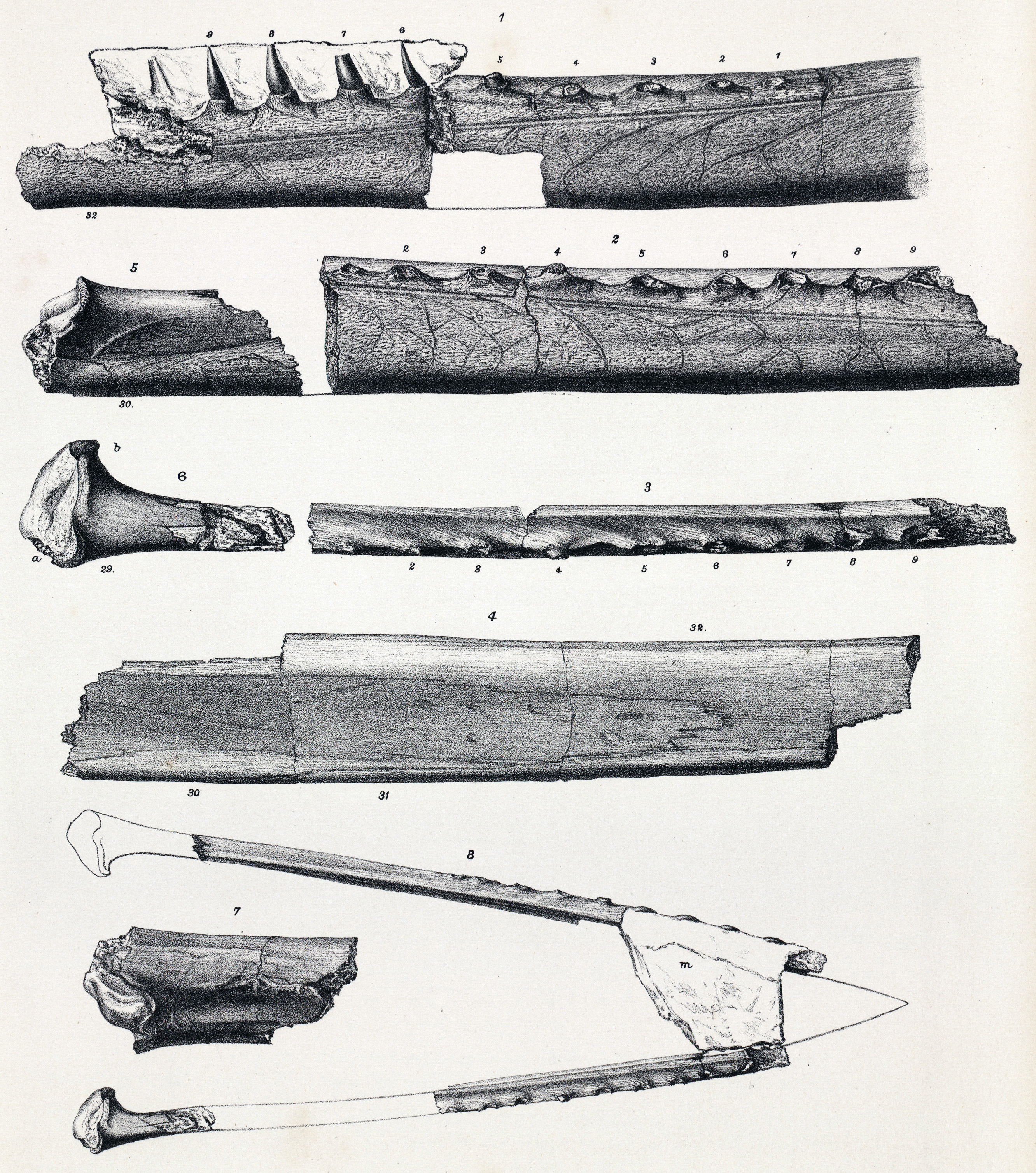
L. sagittirostris

Unwin schiep ook een klade Lonchodectidae, waarin zich alleen de soorten van het geslacht Lonchodectes bevinden. Deze groep plaatste hij eerst in de Ctenochasmatoidea en toen in Azhdarchoidea. Volgens Unwin bestaat de groep uit generalisten, dus soorten die zich niet sterk gespecialiseerd hebben in één bepaalde levenswijze.
Een groot probleem bij het vaststellen van de verwantschappen en eigenschappen van Lonchodectes is het fragmentarische karakter van de fossielen, die allemaal in Engeland waren gevonden. Vrijwel complete skeletten zijn niet aangetroffen, alleen losse en gebroken beenderen. Daarbij blijven verschillende onderzoekers O. compressirostris als de typesoort van Ornithocheirus beschouwen. Zowel de validiteit van het geslacht Lonchodectes als van de verschillende soorten erin is dus omstreden. Ook de plaatsing buiten de Ornithocheiridae wordt niet algemeen aanvaard.
In 2010 meldde Alexandr Awerianow een stuk kaak uit het Cenomanien van Rusland, specimen PIN 5028/4 gevonden in de Melowatka 3-vindplaats, dat hij toewees aan een Lonchodectes sp.
In 2013 stelden Taissa Rodrigues en Alexander Wilhelm Armin Kellner dat Lonchodectes compressirostris wegens de beperkte resten een nomen dubium was. De soorten Lonchodectes giganteus, Lonchodectes machaerorhynchus en Lonchodectes microdon hevelden ze over naar een eigen geslacht Lonchodraco.
In 2017 werd voor L. sagittirostris het aparte geslacht Serradraco benoemd.